# Černín
Černín (en allemand : Czernin ou Tschernin, Schirnin) est une commune du district de Znojmo, dans la région de Moravie-du-Sud, en République tchèque. Sa population s'élevait à 142 habitants en 2020.

## Géographie
Černín est arrosée par la Jevišovka, un affluent de la Dyje, et se trouve à 15 km au nord-nord-ouest de Znojmo, à 49 km à l'ouest-sud-ouest de Brno et à 167 km au sud-est de Prague.
La commune est limitée par Slatina au nord, par Běhařovice à l'est, par Vevčice au sud et par Jevišovice et Střelice à l'ouest.

## Histoire
La première mention écrite du village date de 1131.